# Pałuta Badunowa

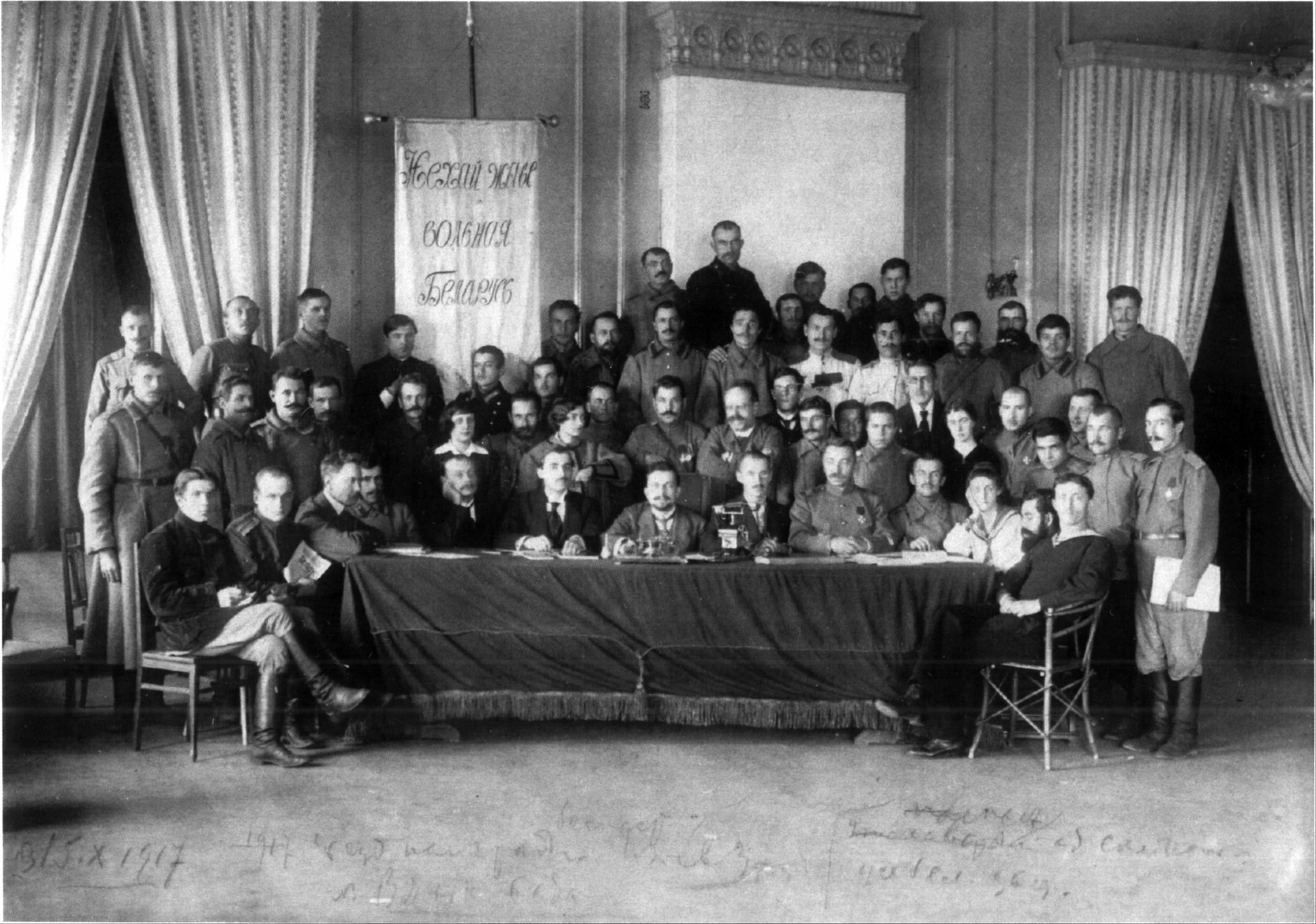
Posiedzenie WRB i CBRW w 1917 roku. Pałuta Badunowa w pierwszym rzędzie trzecia z prawej

Pałuta Badunowa (biał. Палута (Пелагея) Аляксандраўна Бадунова; ur. 7 września 1885 w Nowobielicy koło Homla, zm. 29 listopada 1938 w Mińsku) – białoruska polityk, nauczycielka, jeden z liderów białoruskich socjal-rewolucjonistów, członek rządu i Rady Białoruska Republiki Ludowej.

## Życiorys
W młodości pracowała jako nauczycielka języka rosyjskiego i geografii w szkołach na Homelszczyźnie. W czasie I wojny światowej przebywała w Piotrogrodzie, gdzie uczyła się na kursach historyczno-literackich oraz nawiązała kontankty z białoruską inteligencją lewicową.
W czerwcu 1917 weszła w skład KC Białoruskiej Socjalistycznej Hramady, z jej ramienia była deputowaną do Piotrogrodzkiej Rady Delegatów Robotniczych i Chłopskich.
Wzięła udział w pracach I Wszechbiałoruskiego Zjazdu w Mińsku, a w lutym 1918 znalazła się w składzie rządu Białoruskiej Republiki Ludowej jako sekretarz opieki społecznej. Przyczyniła się do powstania licznych szkół i przytułków na terenie Białoruskiej Socjalistycznej Republiki Radzieckiej, współzakładała dobroczynne towarzystwo "Ciotka" w Mińsku.
Po rozłamie w szeregach Hramady przyłączyła się do białoruskich eserów, została sekretarzem KC partii. 12 listopada 1919 wybrana wiceprzewodniczącą Rady Białoruskiej Republiki Ludowej. Tydzień później aresztowana w Mińsku wraz z Wacławem Łastowskim przez polskie władze.
W kwietniu 1920 była członkiem delegacji BPSR w rozmowach z rosyjskimi bolszewikami na temat współpracy politycznej, z początku opowiadała się za kursem ugodowym wobec sowietów, liczyła na transformację Białoruskiej Socjalistycznej Republiki Radzieckiej w kierunku narodowego państwa białoruskiego.
W nocy z 16 na 17 lutego 1921 aresztowana w Mińsku podczas operacji likwidacji BPSR, oskarżono ją o współpracę z białoruskim podziemiem na wschodzie kraju oraz układy z władzami polskimi. Ze względu na stan zdrowia została zwolniona w sierpniu tego roku.
W grudniu 1922 nielegalnie przekroczyła granicę białorusko-polską i zamieszkała w Wilnie, jednak szybko została aresztowana przez polskie władze i po kilku miesiącach wydalona z terytorium RP. Od 1923 do 1925 przebywała w Pradze, gdzie poza działalnością polityczną kontynuowała naukę: rozpoczęła studia w Wyższym Pedagogicznym Instytucie Ukraińskim im. M. Drahamanowa.
Po rozwiązaniu BPSR na zjeździe w Mińsku w październiku 1924 załamała się nerwowo, jednak w styczniu 1925 zachęcona efektami  polityki białorutenizacji wróciła do BSRR.
Zamieszkała w Mińsku u siostry Marii, podjęła współpracę z Inbiełkultem. W 1930 wyjechała na Homelszczyznę, gdzie pracowała jako nauczyciel w Nowej Bielicy i Homlu.
3 września 1937 została aresztowana, a po kilku tygodniach skazana na 10 lat łagru. W maju 1938 wyrok zamieniono na karę śmierci. Została rozstrzelana 29 listopada 1938 w Mińsku. Rehabilitowano ją w czerwcu 1989 decyzją Rady Najwyższej BSRR.